# 发展经济学
发展经济学（英語：Development economics）是经济学的分支之一，主要研究低收入国家（未開發國家）或发展中国家经济层面的发展过程。发展经济学不仅研究经济发展、经济结构变化等经济学相关领域，同时也研究人口方面，比如健康、教育和工作环境等因素。

## 著名學者
羅格納·努克塞
安格斯·迪頓
西蒙·库兹涅茨
阿巴希·巴納吉、艾絲特·杜芙若
威廉·阿瑟·刘易斯、西奥多·舒尔茨
罗伯特·索洛
保罗·罗默
张培刚、阿爾伯特·赫希曼、林毅夫、阿马蒂亚·库马尔·森、張夏準。

## 外部連結
- Development Economics and Economic Development A list of resources on development economics
- Technology in emerging economies（页面存档备份，存于）, The Economist